# Magyar sóvirág
A magyar sóvirág vagy sziki sóvirág (Limonium gmelinii) a szegfűvirágúak (Caryophyllales) rendjébe, ezen belül az ólomgyökérfélék (Plumbaginaceae) családjába tartozó faj.

## Előfordulása
Ez a sóvirágfaj Csehországtól és Horvátországtól északkeletre a Szibéria közepéig és a Hszincsiang-Ujgur Autonóm Területig, míg délkeletre Iránig található meg. Egyes arktiszi szigeten is fellelhető. Magyarországon elsősorban a Tiszántúlon jellegzetes. A Hortobágy pusztáit ősszel lilára színezi tömeges virágzásával, ezenkívül a Hevesi Füves Puszták Tájvédelmi Körzet, valamint a Jászság területén él.

## Megjelenése
Magassága 20–60 centiméter. A szár levéltelen, ágas. A levélnyele rövid. Vastag, bőrnemű levelei közül sokvirágú bugás virágfüzérek emelkednek ki. Egy-egy füzérkében 2-3, egy oldalra álló virág nő. A csésze forrt, pelyhes, a tövén apró, sarkantyúszerű függelékkel. A párta lila. A virágok tövében 3 murvalevél nő.

## Életmódja
Az ürmös szikes puszták jellegzetes nyárvégi növénye. Júliustól szeptemberig virágzik, évelő ,télizöld.

## Képgaléria

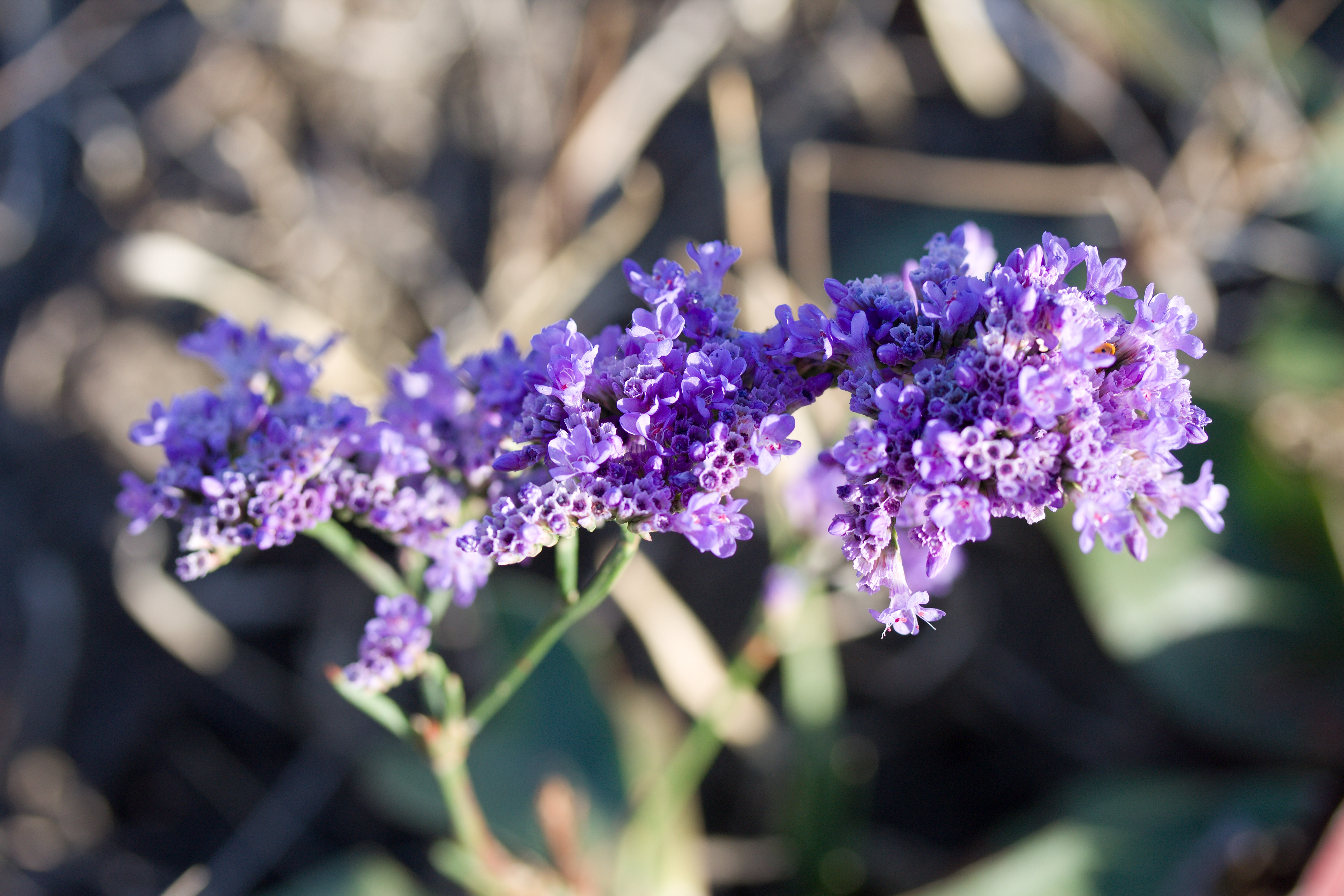
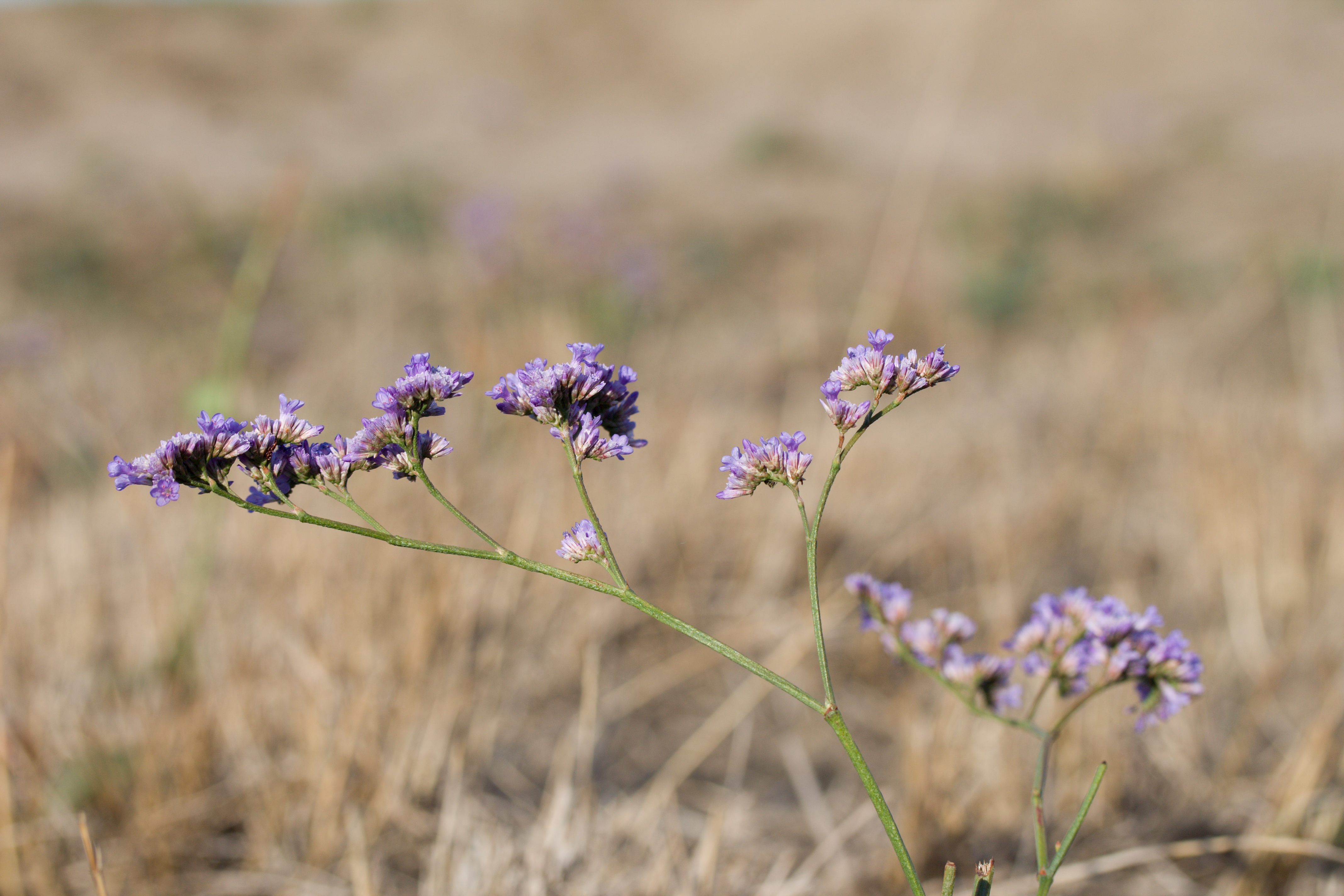
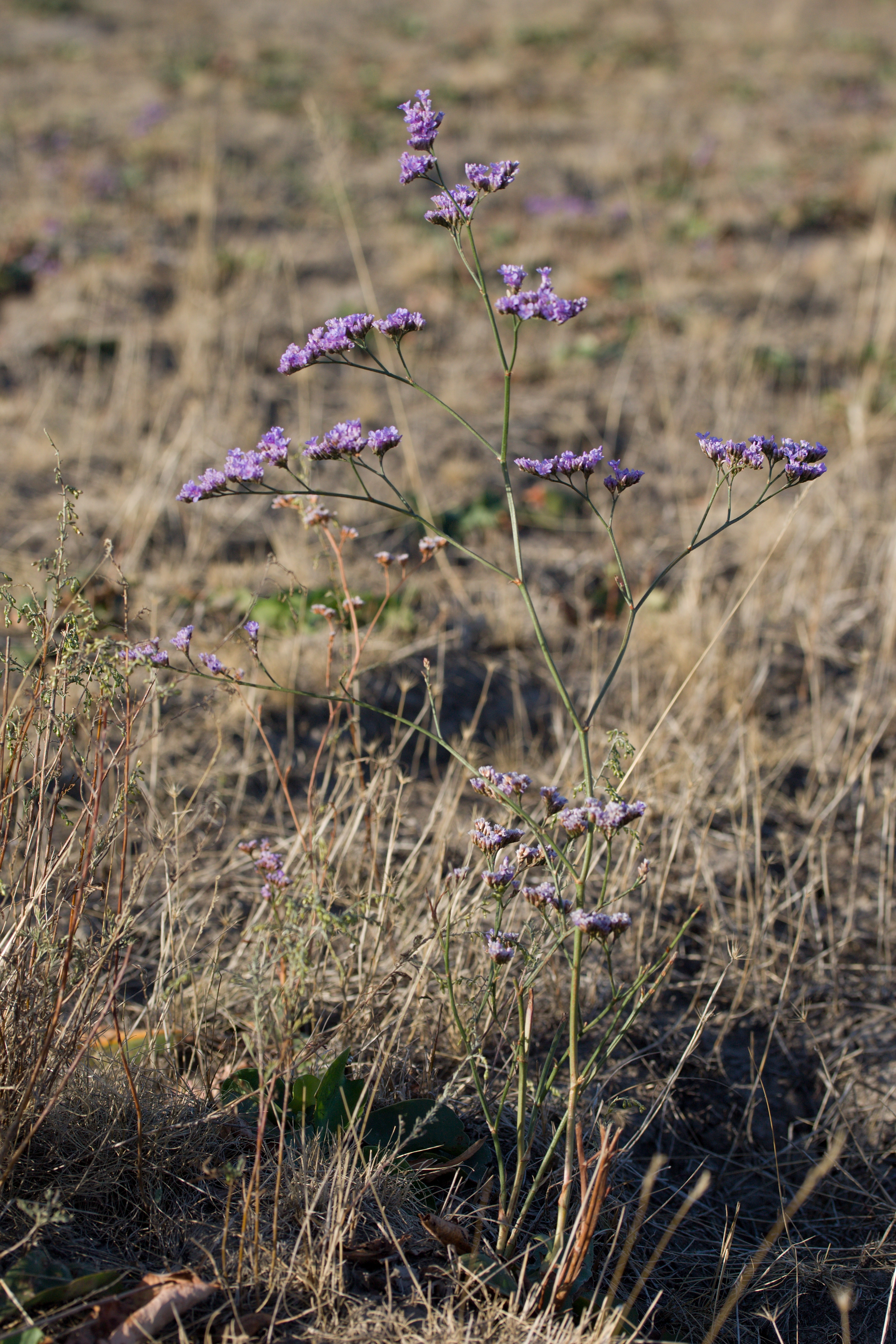
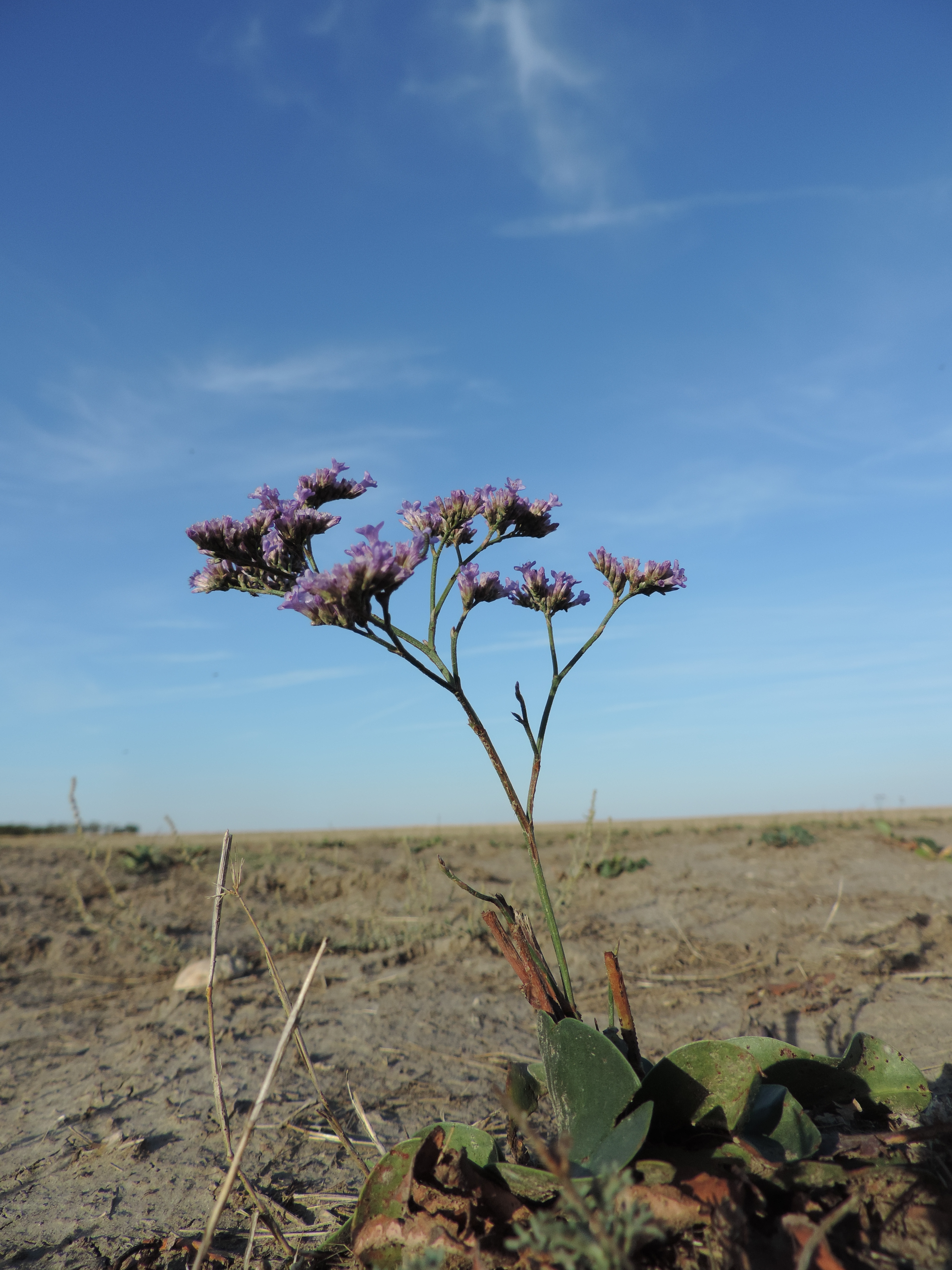
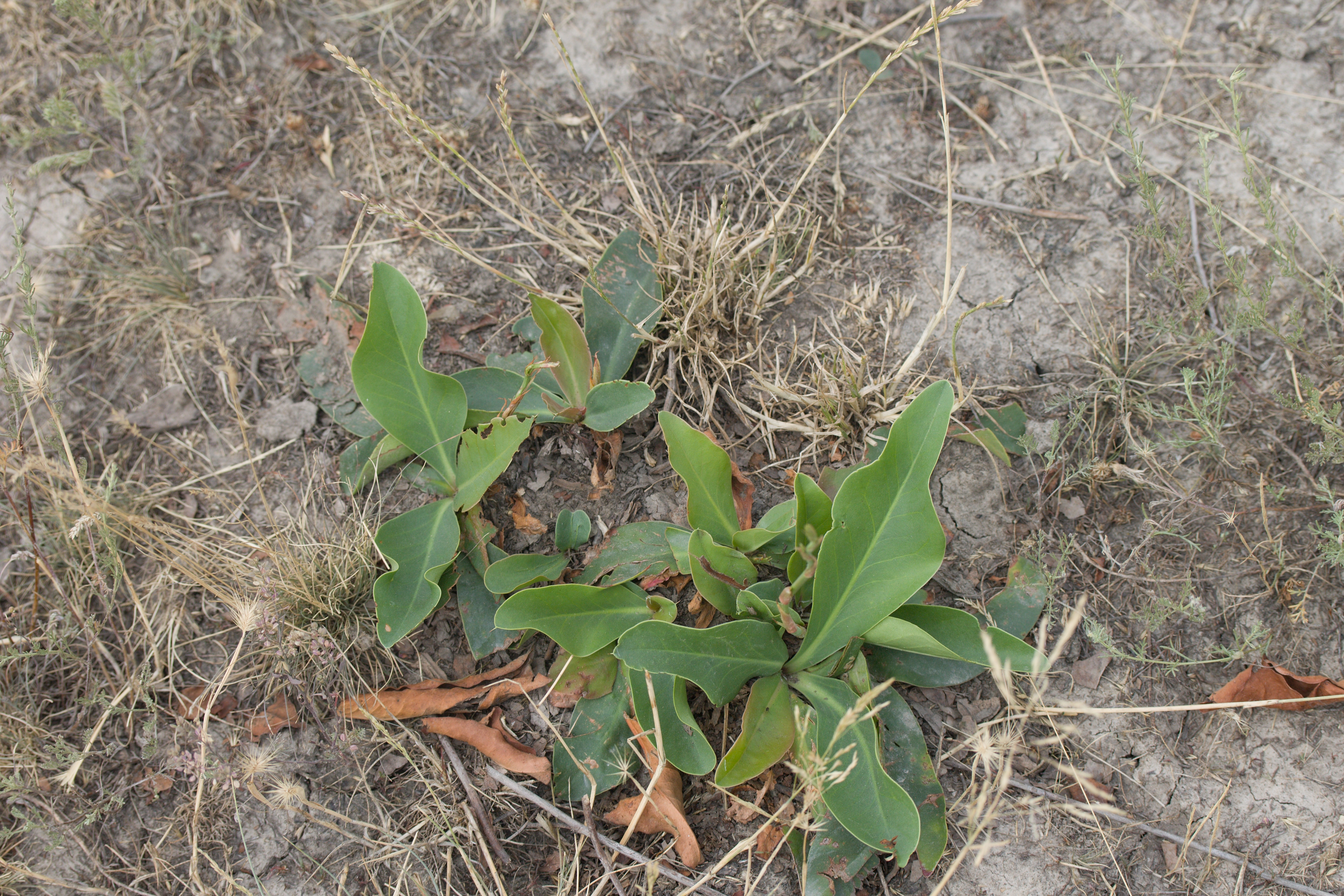
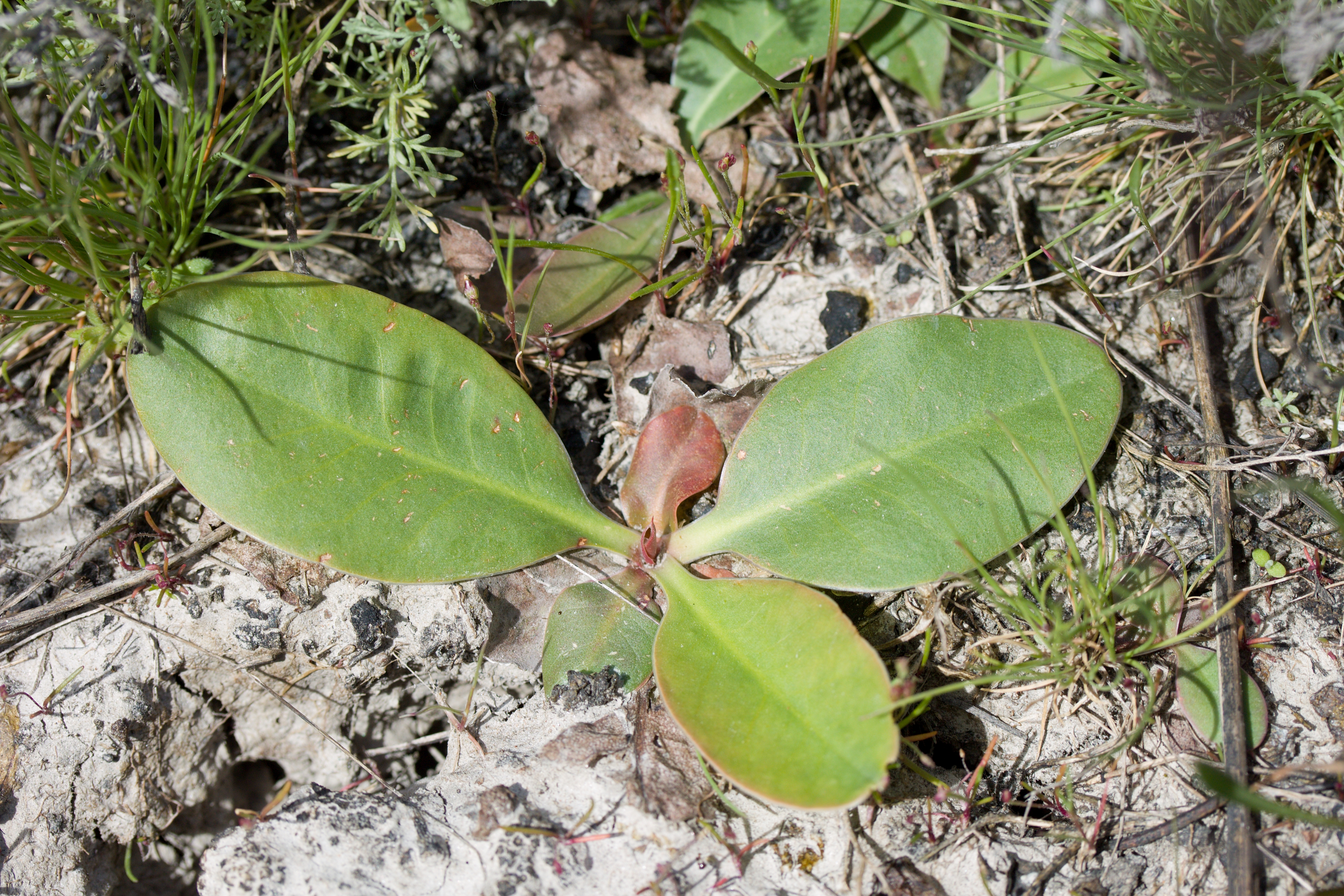
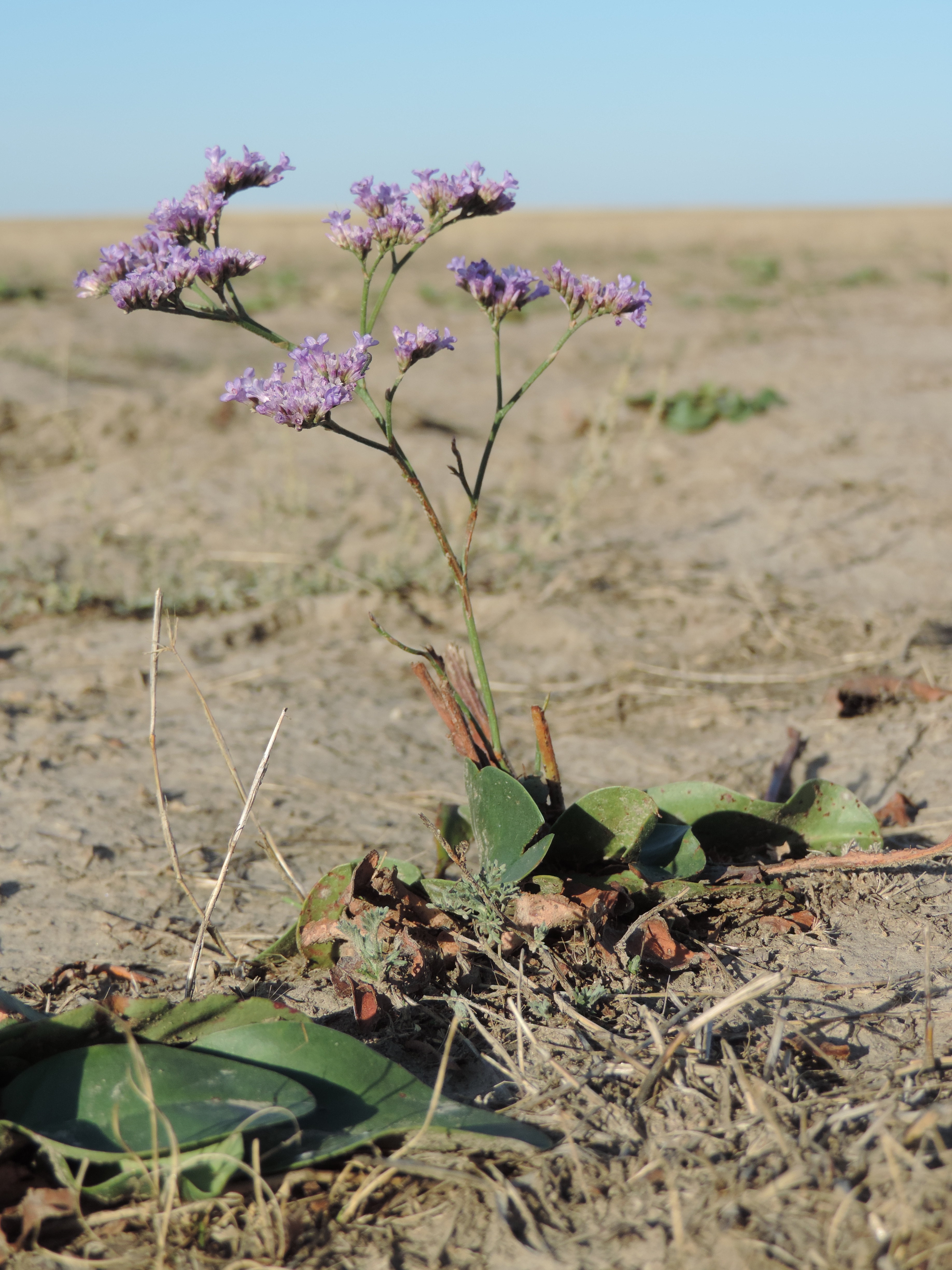